# 天下茶屋の仇討
天下茶屋の仇討（てんがちゃやのあだうち）は、1609年（慶長14年）に、林重次郎と源三郎の兄弟が父の仇である当麻三郎右衛門を大坂・天下茶屋で討った事件。

## 概要
備前国の戦国大名・宇喜多秀家の家臣・林玄蕃は、家中の長船紀伊守との争論が原因で、慶長5年（1600年）9月2日夜、当麻三郎右衛門のために闇討ちにあった。
その子・重次郎と源三郎の兄弟は敵をたずねもとめて苦心の末、当麻が伊藤将監と変名して豊臣氏の家臣・大野治長の家来となっているのをつきとめた。兄・重次郎は病態のために途中でむざんな返り討ちにあったが、弟・源三郎は家来の鵤幸右衛門（いかるが こうえもん）の助力によって、慶長14年（1609年）3月3日、天下茶屋で首尾よく父と兄との仇を討った。
しかし、この事件は実在しなかったという見解が一般的である。平出鏗二郎は『敵討』（1909年）において天下茶屋の仇討を「事実か不明、または不確実」としている。鵤幸右衛門は伏見人形の創始者と伝えられるが、これも疑わしい。
江戸時代の代表的な仇討ちの一つとして有名で、これを歌舞伎化した『敵討天下茶屋聚』（かたきうち てんがぢゃや むら、通称：『天下茶屋』）は人気演目の一つとなった。